# Иман бинт Хусейн
Има́н бинт Хусе́йн (араб. ايمان بنت الحسين‎; род. 24 апреля 1983, Амман) — принцесса Иордании, дочь короля Хусейна ибн Талаля и его четвёртой жены Нур аль-Хусейн.

## Биография
Иман бинт Хусейн родилась 24 апреля 1983 года в Аммане в семье короля Хусейна ибн Талаля и его четвёртой жены Нур аль-Хусейн. У неё двое старших полнородных братьев – принцы Хамза (род. 1980) и Хашим (род. 1981) и младшая сестра – принцесса Райя (род. 1986).
Получила среднее образование в США, где закончила три разные школы. В 2002 году принцесса уехала в Великобританию, где поступила в Королевскую военную академию в Сандхерсте, в которой обучалась в течение года. Затем она поступила в Американский университет в Вашингтоне, который закончила в 2007 году, получив степень в области социологии.

## Личная жизнь
20 декабря 2012 года было объявлено о помолвке 29-летней принцессы с бизнесменом Заидом Азми Мирзой. Свадебная церемония состоялась 22 марта 2013 года, после чего во дворце Баб-аль-Салам был дан официальный праздничный ужин, на котором присутствовали члены королевской семьи, родственники и близкие друзья молодожёнов.
7 октября 2014 года у пары родился сын Омар Мирза.
В 2017 году принцесса развелась со своим супругом.